# 山岡萬之助
山岡 萬之助（やまおか まんのすけ、明治9年〈1876年〉4月12日 - 昭和43年〈1968年〉6月22日）は、日本の司法・内務官僚、法学者、哲学者。ライプツィヒ大学法学博士、日本大学法学博士。日本大学第3代総長・初代総裁。貴族院議員。

## 経歴
明治9年（1876年）4月12日、長野県諏訪郡湊村（現在の岡谷市）の農家（中農）小坂鶴吉の二男に生まれる。生後すぐ母方の山岡家に籍だけ入った。湊村尋常高等小学校を卒業後、農業の手伝いや製糸工場で働くかたわら、小学校時代の先生に漢学の教えを受けた。
明治29年（1896年）に上京し、東京簿記専修学校に入学。翌明治30年（1897年）、日本法律学校（後の日本大学）入学。
明治32年（1899年）、日本法律学校卒業。第1回判事検事登用試験合格、司法官試補となり浦和地方裁判所熊谷支部検事局に勤務。明治34年（1901年）第2回判検事登用試験に首席で合格。当時の官報は合格者のトップに「長野県平民、山岡萬之助」と記している。東京区裁判所判事となる。
明治39年（1906年）、東京地方裁判所判事。日本大学最初の留学生としてドイツに留学する。ミュンヘン大学、ライプツィヒ大学、ベルリン大学で学ぶ。明治42年（1909年）にライプツィヒ大学からドクトル・ユリス（法学博士）の学位を受領し、帰国。
明治43年（1910年）、東京地方裁判所検事・東京控訴院検事。さらに日本大学教授（刑事政策学・刑法担当）に就任する。大正2年（1913年）に日本大学学監、大正3年（1914年）には司法省参事官にそれぞれ就任。
日本大学では大正5年（1916年）に理事に就任し、翌大正6年（1917年）宗教科を設置。大正8年（1919年）には日本大学より、母校出身者として初めて法学博士号を受ける。大正12年（1923年）11月、学長に就任。昭和8年（1933年）3月、日本大学第四中学校（現・日本大学中学校・高等学校）校長に就任（昭和15年（1940年）退任）、同年10月に日本大学第3代総長となり、昭和12年（1937年）2月には日本大学初代総裁も兼ねた。
一方官吏としても、大正9年（1920年）に司法省大臣官房保護課長、大正10年 （1921年）に司法省審査委員、同省監獄局長（後の行刑局長）となり、大正14年（1925年）には小川平吉司法大臣の下で治安維持法の原案作成にあたった。昭和2年（1927年）には内務省警保局長となり、三・一五事件で検挙の元締めをつとめるなど、赤狩りの権威と評された。昭和4年（1929年）には貴族院勅選議員となり、昭和6年（1931年）には東京弁護士会会長に就任。昭和7年（1932年）、関東長官を最後に退官。昭和9年（1934年）、勲一等瑞宝章を受ける。同年日満法曹協会会長に就任。昭和15年（1941年）、大日本興亜同盟理事長。
戦後は貴族院議員を辞職し、次いで公職追放となり、昭和21年（1946年）に日本大学総長・総裁を辞任するが、昭和26年（1951年）追放解除。昭和27年（1952年）に日本大学名誉総長となる。
昭和31年（1956年）7月の第4回参議院議員通常選挙に全国区で自由民主党から立候補するも落選した。昭和43年（1968年）死去、従三位を追贈された。墓所は文京区護国寺。

## 主著
- 『刑法原理』日本大学、大正元年、1912年。
- 『刑事政策学』日本大学、大正3年、1914年。
- 『刑法大意』大正9年、1920年。
- 『宇宙の大理』昭和26年、1951年。
- 『新教』新教研究所昭和31年、1956年。